# Куяба (футбольный клуб)
«Куяба́» (порт.-браз. Cuiabá Esporte Clube) — бразильский футбольный клуб, представляющий одноимённый город из штата Мату-Гросу.

## История
Клуб основан 10 декабря 2001 года, домашние матчи проводит на «Арене Пантанал», вмещающей 42 968 зрителей. «Куяба» 10 раз побеждала в чемпионате штата Мату-Гросу и один раз выигрывала Кубок губернатора Мату-Гросу. Это самый успешный клуб своего штата в XXI веке.
Три раза в своей истории клуб принимал участие в розыгрыше Кубка Бразилии, но всякий раз вылетал в первом раунде. В 2011 году клуб дебютировал в Серии D чемпионата Бразилии и сразу занял третье место, позволившее добиться повышения в Серию C. В 2012 году «Куяба» заняла 16-е место в Серии C, что позволило сохранить прописку в этом дивизионе.
Благодаря победе в Кубке Верди в 2015 году «Куяба» стала первой командой штата Мату-Гросу, завоевавшей путёвку в международные турниры. В 2016 году дебютировала в предварительной стадии Южноамериканского кубка. В двухматчевом противостоянии с «Шапекоэнсе» «Куяба» уступила с общим счётом 2:3 (победа 1:0 и поражение 1:3).
С 2019 года клуб выступает в бразильской Серии B. Через год команда впервые в истории вышла в Серию А, заняв четвёртое место во втором дивизионе Бразилии.

## Достижения
- Чемпион штата Мату-Гросу (11): 2003, 2004, 2011, 2013, 2014, 2015, 2017, 2018, 2019, 2021, 2022
- {Обладатель Кубка федерации футбола Мату-Гросу (2): 2010, 2016
- Обладатель Кубка Верди (2): 2015, 2019